# Максимово (Владимирская область)
Максимово — деревня в Меленковском районе Владимирской области. Входит в состав Бутылицкого сельского поселения с центром в селе Бутылицы.

## Географическое положение
Деревня Максимово находится у границы Меленковского и Гусь-Хрустального районов, в 5 километрах (по прямой) от села Бутылицы. В полутора километрах южнее деревни протекает река Ушна, которая берёт начало в нескольких километрах юго-западнее, в лесном массиве.

## История
Деревня впервые упоминается в окладных книгах 1676 года в составе Бутылицкого прихода, в ней тогда был двор помещиков и 15 дворов крестьянских.
В XIX — первой четверти XX века деревня входила в состав Бутылицкой волости Меленковского уезда, с 1926 года — в составе Муромского уезда. В 1859 году в деревне числилось 129 дворов, в 1905 году — 137 дворов, в 1926 году — 382 двора.
С 1929 года деревня являлась центром Максимовского сельсовета Меленковского района, с 2005 года — в составе Бутылицкого сельского поселения.

## Население
| 1859 | 1897  | 1905 | 1926  | 2002 | 2010 | 2021 |
| ---- | ----- | ---- | ----- | ---- | ---- | ---- |
| 873  | ↗1094 | ↘902 | ↗2034 | ↘467 | ↘317 | ↘307 |

## Транспорт
В деревне находится о.п. Максимовский Муромского отделения Горьковской железной дороги.
Благодаря железной дороге можно добраться в Москву, Муром и другие города. Также есть автобусное сообщение с районным центром.

## Сотовая связь
На территории Максимово действуют операторы сотовой связи:
- «Билайн»;
- «МегаФон»;
- «МТС»;
- «TELE2».
- «Yota»

## Культура, образование
До 2007 года была средняя школа, сейчас закрыта (подожгли неизвестные лица). Также имеется клуб, библиотека, отделение почты России. Установлен памятник погибшим в Великой Отечественной войне.

## Улицы
ул. Каманина (названа в честь Каманина Николая Петровича)

ул. Красноармейская

ул. Московская

ул. Первомайская

ул. Советская

ул. Хорпунова

ул. Школьная

ул. Энгельса

Улица Красноармейская — самая длинная в деревне.

## Известные уроженцы
- Лёвин Михаил Константинович (1918—1985) — советский художник; участник Великой Отечественной войны; c 1965 года — член Союза художников СССР.

## Интересные факты
Переселенец из Максимово, крестьянин Круглов, является одним из основателей соседнего поселка Добрятино . Об этом пишет выдающийся муромский краевед Епанчин А. А. в своей книге «Топонимика Мурома и его окрестностей» Муром, 2000 г.
В ноябре 2011 года, на южной окраине деревни, рядом с Ушной, на небольшой заводи-пруду, именуемой у местных жителей Сеча, были обнаружены следы снежного человека, так же были очевидцы, которые видели человекоподобное существо покрытое шерстью.
В мае 2012 года по всему району прокатилась волна нападений на домашний скот и кур, высказывалось мнение о проявлении активности Чупакабры.